# Овраг Засора
Овраг Засора — овраг в центральной части Кирова.
Овраг начинается на территории Ботанического сада на улице Карла Маркса, проходит через историческую часть города и заканчивается у стен Трифонова монастыря.

## Этимология
Слово «Засора» означает не место свалки, а «место за рекой Сорой», которая протекала по руслу оврага. Сама же река Сорка получила такое название, так как была заросшей травой или водорослями.

## История
Свое начало овраг брал несколько западнее чем в наше время — на территории нынешнего Агротехнологического университета. Река Сорка проходила по руслу всего оврага и, огибая монастырь с севера и востока, впадала в Вятку. Она была отражена на плане Хлынова 1759 года.
По мнению ряда историков, в древнем Хлынове существовала проблема со снабжением водой (Вятка тогда подходила к городу только в районе Раздерихинского оврага), а потому овраг играл важное значение в жизни горожан и точно не мог служить местом свалки.
Когда Вятка подошла к оврагу, здесь открылась первая городская пристань. Этому способствовал пологий и широкий берег оврага.
Река Сорка была настолько широкой и полноводной, что протянувшаяся вдоль края оврага улица в 1784 году получила название Монастырская набережная (ныне это улица Горбачева). Первая часть названия обоснована тем, что улица проходила у стен Трифонова монастыря.
Застраивать овраг начали, по меньшей мере, с середины XVII века. В квартале между улицами Казанская и Ленина на одной стороны оврага появились кузницы, а на другой стороне поселились жители, мастерившие рогожные мешки. В ходе расширения города на юг через овраг провели деревянные мосты, которые впоследствии стали улицами Казанской, Вознесенской (Ленина), Царёвской (Свободы) и Никитской (Володарского). 
Согласно исследованиям А. Г. Тинского первый мост появился в 1806 году на месте нынешней улицы Казанской. Потому мост назвали Казанским. Также в ходу было название Полицейский мост, образованное от находившегося по южную сторону моста полицейского управления (здание по адресу Казанская, 53). Вторым появился Царёвский мост. Название было также образовано от имени улицы — Царёвская (ныне — Свободы). Спроектирован второй мост архитектор И. Д. Дюссар де Невиль, а открыт был в 1826 году. Третьим мостом стал Вознесенский (наименование нынешней улицы Ленина), четвертым — Владимирский (по улице Карла Маркса). Последним через овраг был перекинут Никитский мост (по нынешней улице Володарского) и введен в действие в 1901 году.
В XX веке мосты были заменены на насыпи. В результате образовался ряд отдельных котлованов. Речка Сорка в результате перекрытия оврага пересохла.

## Застройка оврага
В одном из образовавшихся котлованов (между улицами Карла Либкнехта и Карла Маркса) в 1913 году по частной инициативе А. А. Истомина был создан ботанический сад. Здесь было представлено множество редких видов растений. После революции имущество Истомина была национализировано и передано Педагогическому институту. Ботанический сад продолжает находиться здесь и сегодня, над ним работают преподаватели и студенты Вятского университета.
От улицы Карла Маркса до Володарского овраг долгое время был не облагорожен. Лишь в 1983 году здесь был разбит сквер имени 60-летия СССР.
В котловане между улицами Свободы и Ленина в 1905 году возникло садоводство А. Б. Рудобельского. Территорию участка он разбил на зоны, построил дом и теплицы, парники и оранжерею. Рудобельский выращивал овощи и ягоды, которые горожане раньше не видали: огурцы, дыни, крупноплодную землянику. Был посажен ряд ковровых клумб с разным орнаментом, выращены лавровые деревья. Рудобельский смог приспособить к непростому климату боярышник, тую, вывел 10 сортов сирени. К 1920 году его хозяйство превратилось в цветущий сад. После прихода к власти большевиков его имущество была национализировано, а сам Рудобельский в 1934 году был отстранен от своего сада. Не справившись с утратой талантливый садовод скончался, а бывший сад запустел.
Часть оврага между улицами Ленина и Казанской так и остался неблагоустроенным. В начале XX века высказывались идеи о частичной засыпке оврага в данном месте и открытии сада.
Участок от улицы Казанской до реки Вятки использовался в дореволюционные времена как городской каток. На Новый год и Рождество здесь ставили городскую ёлку. После здесь стали устраивать конькобежные соревнования, а в 1958 году открыли стадион «Трудовые резервы», который находится здесь и поныне.

## Галерея

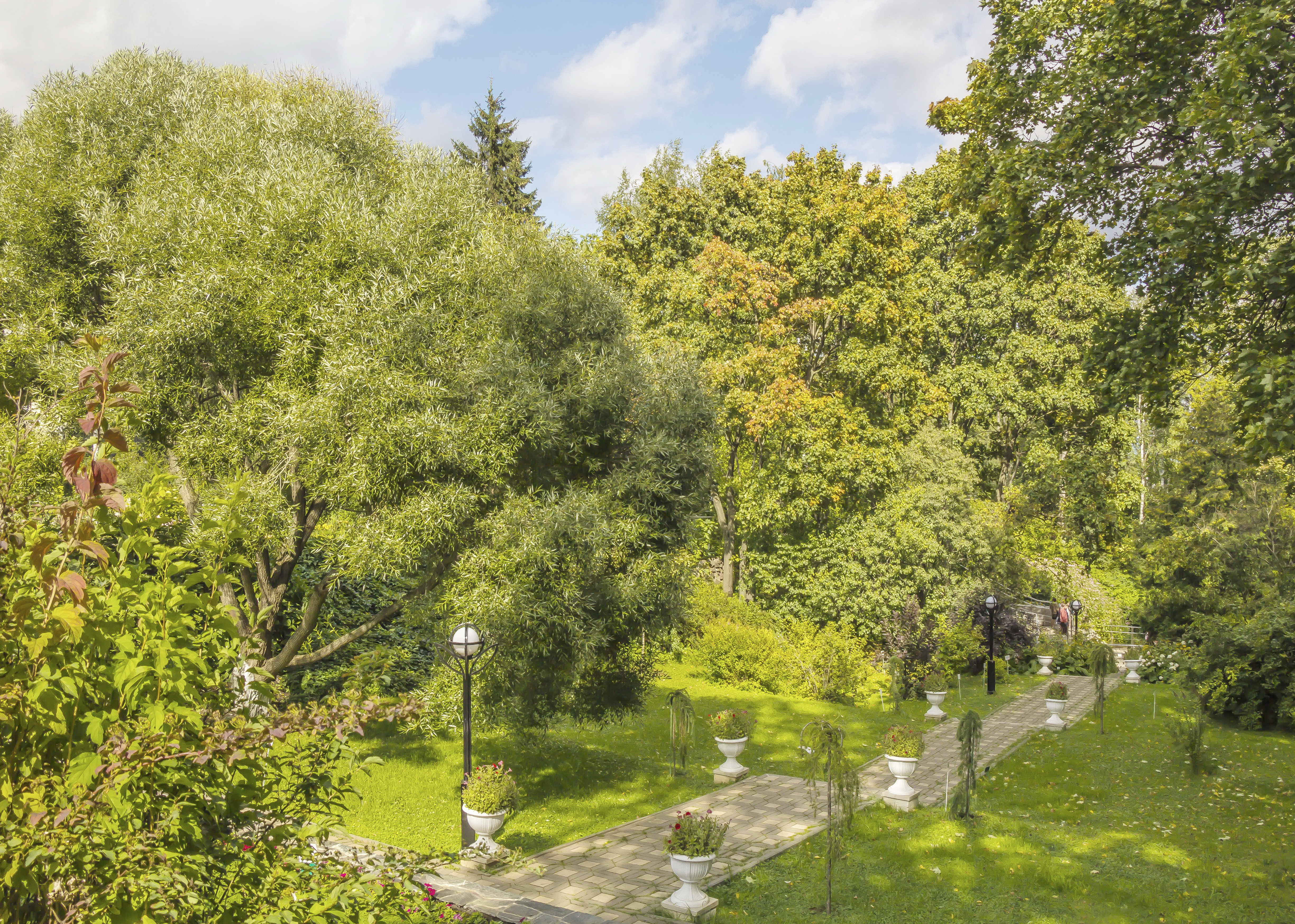
Ботанический сад
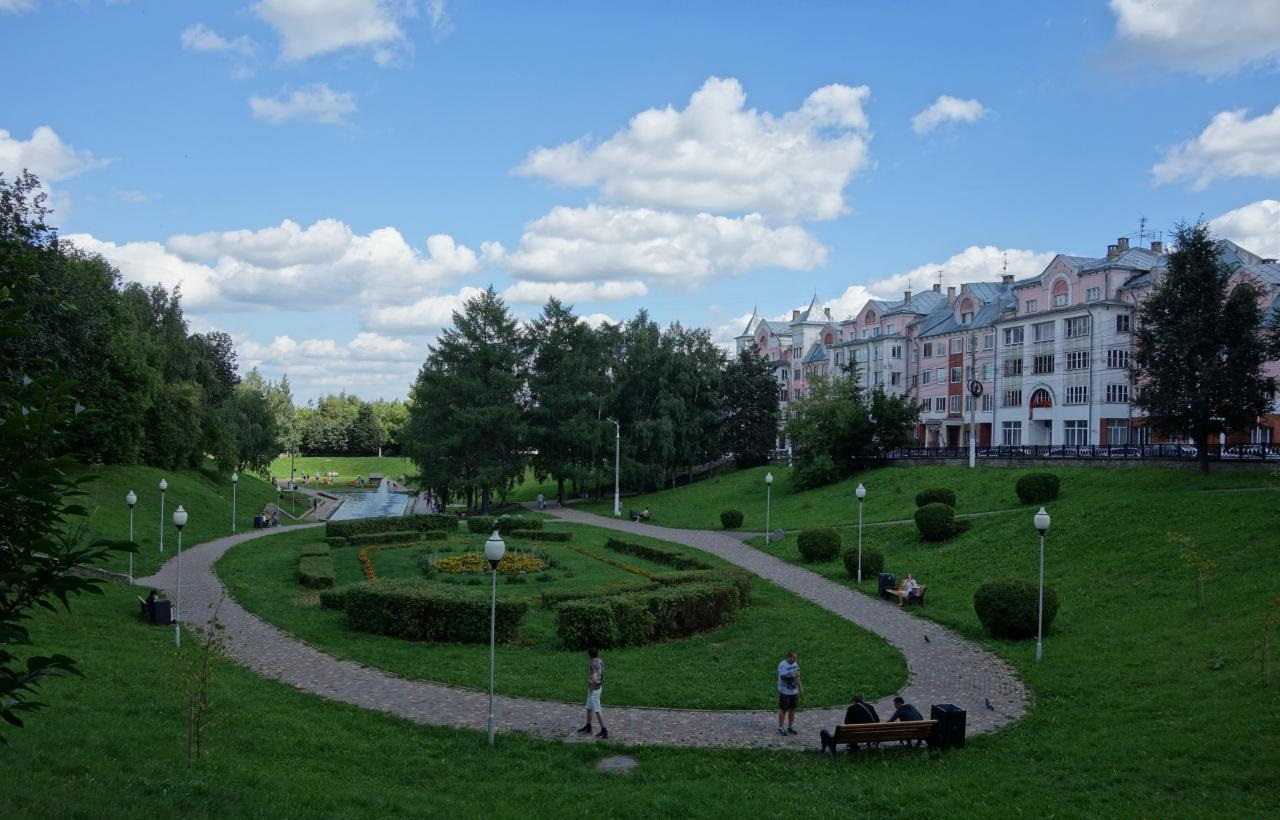
Сквер 60-летия СССР
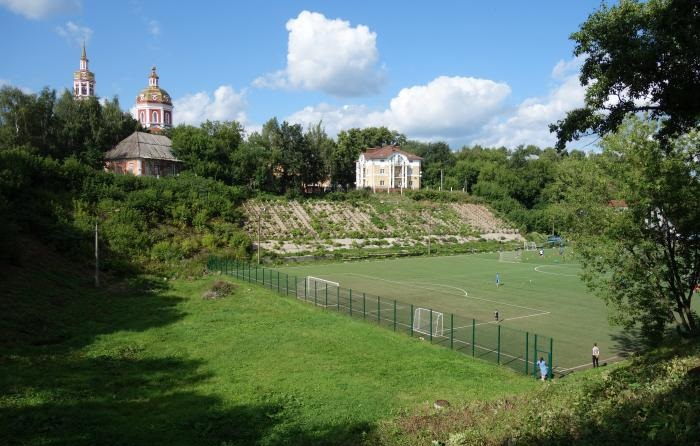
Стадион «Трудовые резервы»